# Dalle funéraire d'un prêtre (Fontenay-le-Fleury)

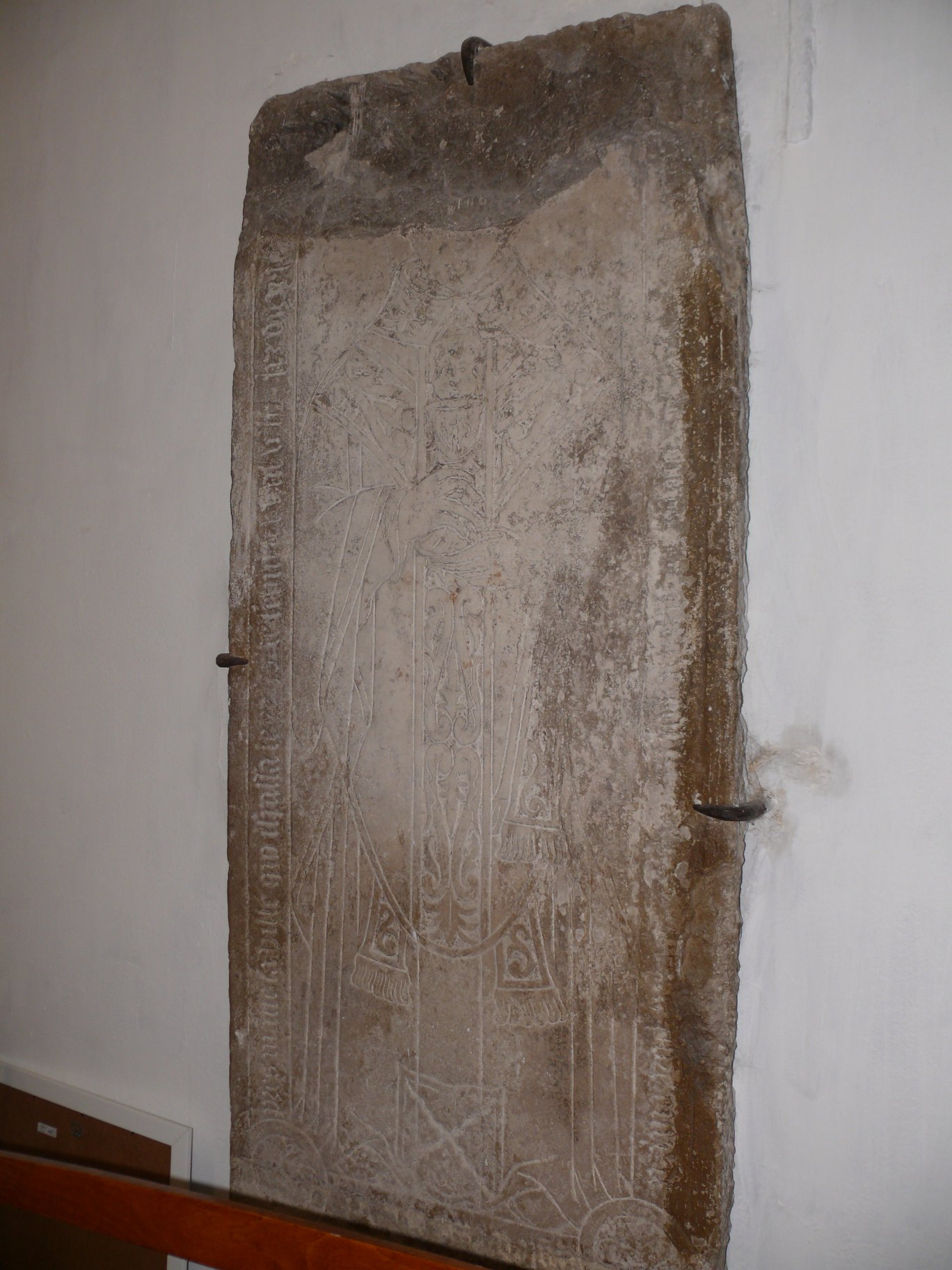
Dalle funéraire d'un à Fontenay-le-Fleury

La dalle funéraire d'un prêtre († 1542) dans l'église Saint-Germain à Fontenay-le-Fleury, une commune du département des Yvelines dans la région Île-de-France en France, est une dalle funéraire du XVIe siècle. Elle a été inscrite monument historique au titre d'objet le 3 novembre 1982.
La dalle funéraire, datée vers 1550, est découverte au cours des travaux de 1966, au pied du clocher. Cette pierre représente un prêtre portant un calice à hauteur de la poitrine. La richesse des habits du défunt et la qualité de travail de la gravure indiquent qu'il s'agit d'un religieux de famille aisée. 
Au pied du personnage, un écusson porte les armes des Gondi dont Villepreux, ville voisine, est l'une des résidences principales.